# GemeenteBelangen Het Hogeland
GemeenteBelangen Het Hogeland is een lokale politieke partij in de gemeente Het Hogeland.

## Geschiedenis
Na de fusie van de gemeenten Bedum, Eemsmond, De Marne en Winsum tot de gemeente Het Hogeland besloten de Gemeentebelangen-partijen uit die gemeenten de krachten te bundelen en verder te gaan onder de naam GemeenteBelangen Het Hogeland. Bij de gemeentelijke herindelingsverkiezingen van 2018 werd de partij de grootste met 8 zetels.
Speerpunten van de partij zijn het zorgen voor een plek voor de jeugd in elk dorp, het laten groeien van toerisme en minder papierwerk voor (dorps)verenigingen.